# SAT en Espagne
Gauche et Espéranto - SAT en Espagne (en espéranto : Maldekstro kaj Esperanto - SAT en Hispanio ; en espagnol : Izquierda y Esperanto - SAT en España) ou SATeH est une association espérantiste de travailleurs (Laborista Esperanto-Asocio ou LEA) qui agit dans des milieux progressistes ou de gauche en Espagne. Elle est liée à l'Association mondiale anationale (SAT).
Elle fut fondée en 2002, après le congrès de SAT à Alicante, regroupant des espérantistes de diverses tendances politiques : anarchistes, communistes, socialistes, républicains et plus généralement de gauche, provenant de toutes les régions d'Espagne.
Son but principal est de diffuser l'espéranto dans ces milieux de recruter de nouveaux membres pour SAT. À cette fin, SATeH organise des stands pour répandre ses informations, vendre des livres de lecture ou de cours ainsi que d'autres choses lors d'évènements sociopolitiques : congrès, manifestations, fêtes, etc.
Les membres participent également à un forum de discussion où l'on ne parle pas uniquement des buts citées plus haut, mais aussi de la situation sociopolitique en Espagne, dans les pays voisins, dans les pays hispanophones et partout dans le monde. En fait, le dernier but de SATeH est de contacter et d'avoir des membres dans les pays hispanophones d'Amérique du Sud.